# Actinopus pertyi
Actinopus pertyi är en spindelart som beskrevs av Lucas 1843. Actinopus pertyi ingår i släktet Actinopus och familjen Actinopodidae. Inga underarter finns listade i Catalogue of Life.